# Romeinse villa Valkenburg-Bosstraat
De Romeinse villa Valkenburg-Bosstraat is een terrein met daarin de restanten van een Romeinse villa in de gemeente Valkenburg aan de Geul in de Nederlandse provincie Limburg. De villa was van het type villa rustica en behoort tot de tientallen Romeinse villacomplexen die op de Zuid-Limburgse lössgronden (deels) zijn opgegraven.

## Ligging
De restanten van de villa bevinden zich in een glooiend terrein aan de rand van het Ravensbosch tussen Valkenburg en Arensgenhout. Het terrein ligt ten oosten van de Bosstraat. Aan de zuidzijde van het terrein ligt de A79.
De villa lag op een hoogte van 135 m NAP op de noordzijde van een helling, gericht op het zuiden. Vanuit de villa keek men uit over het Geuldal. Vlakbij bevond zich stromend water bij de bron van een zijbeek van de Strabeek. Ongeveer 700 meter zuidelijker liep destijds de Via Belgica, de belangrijke heirweg van Tongeren (Atuatuca Tungrorum) via Maastricht (Mosa Trajectum) en Heerlen (Coriovallum) naar Keulen (Colonia Claudia Ara Agrippinensium).
Zo'n 1200 meter noordelijker lag de Romeinse villa Groot Haasdal-Billich, ongeveer 800 meter westelijker de Romeinse villa Valkenburg-Vogelenzang en 1200 meter oostelijker de Romeinse villa Valkenburg-Heihof.

## Geschiedenis

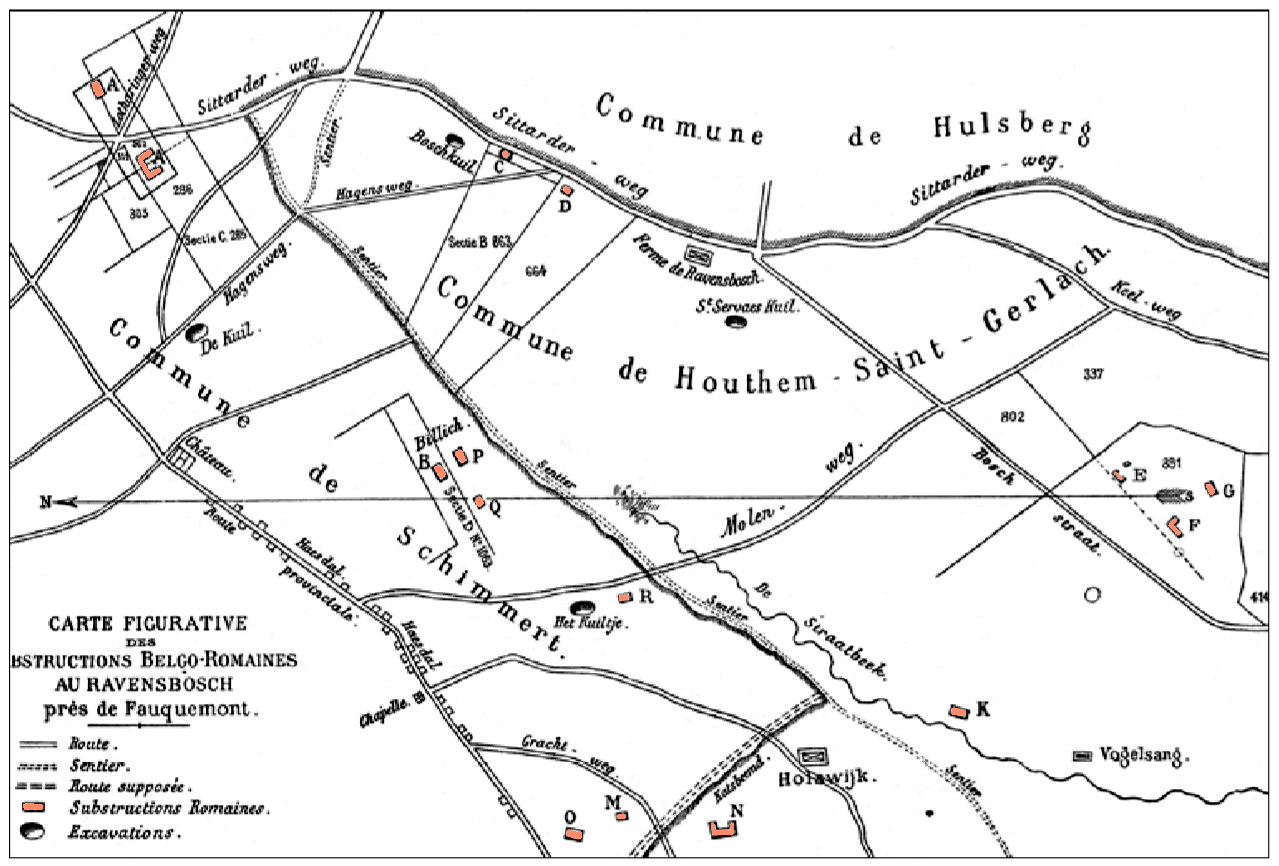
Kaart van Habets uit 1878 met de tot dan toe opgegraven villa's bij het Ravensbosch

In 1850 vond hier de eerste archeologische opgraving plaats door de amateurarcheoloog Janssen naar aanleiding van de vondst van fundamenten van twee gebouwen en een muur op het perceel. De priester-historicus Jozef Habets, zelf een fervent amateurarcheoloog, was bij deze opgraving aanwezig en publiceerde in 1878 een verslag met diverse tekeningen getiteld "Une Colonie Belgo-Romaine au Ravensbosch, près de Fauquemont" in een Belgische tijdschrift voor archeologie. Janssen en Habets identificeerden de gebouwplattegronden als behorende bij een Romeinse villa. De onduidelijke opgravingsplattegrond kan duiden op een gedeeltelijke verstoring. De fundamenten van de muur, die door Habets omstreeks 1870 werden aangetroffen, werden kort daarna door de eigenaar van het terrein gesloopt. Rond de fundamenten werd onder meer Romeins aardewerk en tufsteen aangetroffen. Aangezien er ook vondsten onder de fundamenten werden gedaan, vermoedde Habets dat de villa een voorganger had gehad.
Het terrein is sinds 1985 beschermd als rijksmonument. De begrenzing is destijds vastgesteld aan de hand van de gegevens van Habets en de toenmalige perceelgrenzen.
Tussen 2000 en 2005 werden 14 als rijksmonument beschermde villacomplexen in Zuid-Limburg opnieuw bestudeerd in het kader van het project Actualisering Monumenten Register (AMR), om te zien of de wettelijke bescherming terecht was en of deze voldoende was. Op het terrein van de Romeinse villa aan de Bosstraat werden in 2004 proefsleuven gegraven om de opgraving van 1906 opnieuw te lokaliseren. Bij deze opgraving bleken de fundamenten van het westelijke gebouw grotendeels te zijn verdwenen, waarschijnlijk door intensieve akkerbouw (diepploegen). Wel werd hier Romeins puin aangetroffen, onder andere brokken natuursteen. De funderingen van het andere gebouw waren wel nog redelijk intact aanwezig. Hier kon zelfs de plattegrond van Habets worden aangevuld.

## Beschrijving

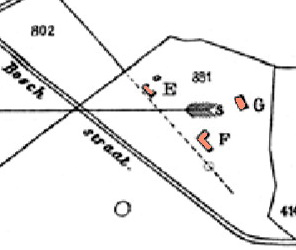
Detail van Habets' kaart. E, F en G: opgraving Bosstraat

Het villacomplex stamt uit de 1e tot en met 3e eeuw en omvat twee of drie gebouwen. De twee gebouwen die door Jansen zijn opgegraven, zijn weergegeven als E en F op de overzichtstekening van Habets. E ligt circa 100 meter ten noordoosten van F. De plattegronden van Habets lijken incompleet: gebouw E lijkt U-vormig, gebouw F heeft een L-vorm. Bij de opgraving van 2004 bleek dat gebouw F waarschijnlijk slechts een fundering of sokkel van ruwe natuursteen had; de muren bestonden waarschijnlijk uit vakwerk. Het gebouw bleek groter dan Habets had aangegeven. Het gebouw mat 18 x 12,7 meter en bestond uit een grote ruimte van 18 x 9 m aan de noordwestzijde en een smalle ruimte van 18 x 3,7 m aan de zuidoostzijde. De indeling in een grote ruimte met een smalle voor- of achterhal is ook bekend van villaterreinen als Groot Haasdal-Billich, Swier-Kickenweg, Voerendaal-Ten Hove (twee gebouwen), Bocholtz-Vlengendaal en Kaalheide-Krichelberg. In alle gevallen betrof het bijgebouwen van een villa. De functie van de voorhal is nog onbekend. De villa in Valkenburg vertoont dus grote overeenkomst met deze gebouwen uit de directe omgeving.
De plattegrond van gebouw E kon niet worden gereconstrueerd omdat de bouwsporen in 2004 grotendeels verdwenen waren. Ook dit gebouw heeft waarschijnlijk vakwerkwanden gehad, maar had waarschijnlijk wel een pannendak, getuige de diverse dakpanfragmenten. De muur, op de plattegrond aangegeven als G, lag circa 100 meter ten zuidwesten van de twee gebouwen. Onduidelijk is wat de relatie met de gebouwen E en F was.